# Ethel Collins Dunham
Ethel Collins Dunham (1883–1969) et sa compagne de vie, Martha May Eliot, ont consacré leur vie aux soins des enfants. Ethel Dunham s'est concentrée sur le cas des bébés prématurés et des nouveau-nés, devenant chef du développement de l'enfant au Children's Bureau (en) en 1935. Elle a établi des normes nationales pour les soins hospitaliers des nouveau-nés et a élargi la portée des soins de santé pour les jeunes en croissance en surveillant leurs progrès par les visites à domicile régulières faites par le personnel du Bureau des enfants.

## Biographie
Ethel Dunham est née à Hartford, Connecticut, en 1883 de Samuel G. Dunham, un riche dirigeant de services publics, et d'Alice Collins. Elle a obtenu son diplôme d'études secondaires en 1901 et a passé les deux années suivantes au pensionnat. Après plusieurs années de voyages et de loisirs, elle a décidé qu'elle voulait étudier la médecine et s'est inscrite à aux cours de Hartford High School.
Elle est diplômée du Bryn Mawr College en 1914 et a commencé sa formation médicale à la Johns Hopkins School of Medicine la même année que son amie et partenaire de vie, Martha May Eliot.
Elle a effectué un stage en pédiatrie à l'Hôpital Johns-Hopkins sous la direction du Dr John Howland, puis a été la première femme house officer (en) à l'hôpital de New Haven (en). Elle est devenue l'une des premières femmes professeurs de la Yale School of Medicine (en). Elle a été nommée instructrice à la Yale School of Medicine en 1920, promue professeure adjointe en 1924 et professeure clinicienne associée en 1927. Pendant ce temps, elle a développé un intérêt particulier pour l'amélioration de la santé des prématurés et des nouveau-nés. Elle a introduit de nombreuses innovations à Yale, notamment l'achat d'une voiture pour que les stagiaires puissent effectuer des visites à domicile pour les mères et leurs bébés. Elle a également réorganisé le système de rendez-vous des dispensaires et négocié avec le chef de l'obstétrique pour permettre aux pédiatres d'aider à prendre soin de nouveaux bébés dans la nurserie de l'hôpital. En 1933, elle a présenté ses recherches sur la mortalité et la morbidité néonatales à l'American Pediatric Society, qui l'a ensuite nommée chef de son comité sur les études néonatales.
En 1935, Ethel Dunham a été nommée chef du développement de l'enfant au Children's Bureau (en), une agence nationale créée en 1912 pour améliorer la santé et le bien-être des enfants américains. Martha May Eliot avait été nommée chef adjointe. La première initiative de Dunham a été d'étudier le traitement des bébés prématurés et d'établir des normes nationales pour les soins aux nouveau-nés. Les résultats de sa première étude ont été publiés en 1936 et, en 1943, ses lignes directrices ont été publiées sous la forme de normes et recommandations pour les soins hospitaliers des nouveau-nés, nés à terme et prématurés. Elle a également lancé de nouveaux programmes pour apporter des soins de santé à l'hôpital pour les nouvelles mères, grâce aux efforts d'une infirmière de la santé publique et d'un travailleur social du Bureau des enfants, qui ont suivi les progrès des bébés après leur sortie de l'hôpital de New York. Les résultats de son enquête ont façonné les politiques et les pratiques dans de nombreux domaines de santé. De 1949 à 1951, elle a étudié le problème des naissances prématurées avec une équipe internationale d'experts pour l'Organisation mondiale de la santé à Genève.
Ethel Dunham a pris sa retraite en 1952. En 1957, l'American Pediatric Society (en) lui a décerné leur plus haute distinction, le John Howland Award (en). Ethel Dunham a été la première femme pédiatre à recevoir le prix ; sa partenaire de vie, Martha May Eliot a été la deuxième (en 1967).

## Publications
- Premature Infants: A Manual for Physicians, Federal Security Agency. Children's Bureau, 1948 lire sur Google Livres